# Hedy Bienenfeld
Hedy Bienenfeld (Vienna, 17 ottobre 1906 – 24 settembre 1976) è stata una nuotatrice austriaca, vincitrice della medaglia di bronzo nei 200 m rana ai Campionati europei di nuoto del 1927. Ha gareggiato nella stessa disciplina alle Olimpiadi estive del 1928, ma non ha raggiunto la finale.
Fino agli anni 2000, Bienenfeld è rimasta l'unica atleta austriaca a vincere una medaglia di nuoto, insieme a Fritzi Löwy, arrivata terza nei 400 m stile libero agli stessi Campionati Europei di nuoto del 1927.

## Biografia
Nel 1924, Bienenfeld vinse la competizione annuale austriaca di cinque miglia in acque libere Quer durch Wien (Attraverso Vienna) sul Danubio che raccolse circa 500.000 spettatori. L'anno successivo arrivò seconda, dopo Löwy che nuotava a stile libero. Vinse quasi tutti i titoli nazionali di rana negli anni '20 e '30. Il 28 aprile 1929, Hedy realizzò il record di 500 m rana austriaco, a nove minuti. Nella primavera del 1930, il LEN inaugurò l'elenco ufficiale dei record europei per quella competizione. Il primo tempo registrato fu 33.10.2, ma nessun delegato austriaco fece notare che già da qualche anno era stato stabilito un record nei 500 rana.
Divenne anche una popolare modella di costumi da bagno per le riviste austriache.
Nel 1930 sposò il suo allenatore di nuoto, Zsigo Wertheimer (1897–1965). Entrambi ebrei, fuggirono dall'Austria prima della seconda guerra mondiale e si trasferirono prima a Londra e poi negli Stati Uniti. Lavorarono come istruttori di nuoto a New York, per poi gestire un'attività immobiliare di successo in Florida. Dopo la morte del marito, Bienenfeld tornò a Vienna. Lì aiutò finanziariamente quella che era stata la sua rivale per tutta la vita e poi divenne amica intima, Löwy che stava combattendo contro il cancro al seno. Bienenfeld non ebbe figli.